# 黃佩蒂
黃佩蒂（Wong Pei Tty，1981年11月11日—），馬來西亞女子羽毛球運動員。

## 簡歷
2002年，黃佩蒂开始與陳儀慧组合，在她们搭档數月後，第一次征战在英国曼彻斯特举办的共和联邦运动会就一举夺下铜牌。及後，她們又奪得了2005年菲律宾东运会金牌以及2006年墨尔本共运会金牌，成為大马國家隊首席女双。
黃佩蒂和陳儀慧曾经两度参加奥运。在2004年雅典奥运中，她們在首輪擊敗日本組合山本靜香與山田青子，但在16強賽輸給中國的黃穗與高崚而遭淘汰。
2008年，黃佩蒂和陳儀慧的成績取得突破，年中首次打進超级系列赛决赛，奪得日本超級賽女雙亞軍，隨后更夺得了丹麥超級賽和世界羽聯超級系列賽總決賽冠军。二人在2009年1月15日，登上了世界第一宝座。
2012年6月，黃佩蒂在確定無緣第3次征战奥运後，宣佈在出戰印尼首要超級賽後正式掛拍。退役後，她被大马羽总安排，担任武吉加里尔體育學校教练；其後負責國家預備隊女雙培訓工作。

## 主要比賽成績
只列出曾進入準決賽的國際賽事成績：
| 年份   | 賽事                     | 公開賽級別 | 項目     | 拍檔       | 成績   |
| ------ | ------------------------ | ---------- | -------- | ---------- | ------ |
| 2004年 | 亞洲羽毛球錦標賽         | 其他       | 女子雙打 | 陳儀慧     | 季軍   |
| 2004年 | 中華台北羽球公開賽       |            | 女子雙打 | 陳儀慧     | 準決賽 |
| 2006年 | 英聯邦運動會羽毛球比賽   | 其他       | 混合團體 | －         | 金牌   |
| 2006年 | 英聯邦運動會羽毛球比賽   | 其他       | 女子雙打 | 陳儀慧     | 金牌   |
| 2006年 | 泰國羽毛球公開賽         |            | 女子雙打 | 陳儀慧     | 準決賽 |
| 2006年 | 世界羽毛球錦標賽         | 其他       | 混合雙打 | 古健傑     | 準決賽 |
| 2006年 | 羽毛球世界盃             | 其他       | 女子雙打 | 陳儀慧     | 準決賽 |
| 2006年 | 亞洲運動會羽毛球比賽     | 其他       | 混合雙打 | 法鲁兹祖安 | 銅牌   |
| 2007年 | 全英羽毛球超級賽         | 超級賽     | 女子雙打 | 陳儀慧     | 準決賽 |
| 2007年 | 亞洲羽毛球錦標賽         | 其他       | 混合雙打 | 法鲁兹祖安 | 季軍   |
| 2007年 | 中華台北羽毛球黃金大獎賽 | 黃金大獎賽 | 女子雙打 | 陳儀慧     | 準決賽 |
| 2008年 | 泰國羽毛球黃金大獎賽     | 黃金大獎賽 | 女子雙打 | 陳儀慧     | 亞軍   |
| 2008年 | 泰國羽毛球黃金大獎賽     | 黃金大獎賽 | 混合雙打 | 林钦华     | 準決賽 |
| 2008年 | 日本羽毛球超級賽         | 超級賽     | 女子雙打 | 陳儀慧     | 亞軍   |
| 2008年 | 丹麥羽毛球超級賽         | 超級賽     | 女子雙打 | 陳儀慧     | 冠軍   |
| 2008年 | 法國羽毛球超級賽         | 超級賽     | 女子雙打 | 陳儀慧     | 亞軍   |
| 2008年 | 法國羽毛球超級賽         | 超級賽     | 混合雙打 | 古健傑     | 準決賽 |
| 2008年 | 中國羽毛球超級賽         | 超級賽     | 女子雙打 | 陳儀慧     | 亞軍   |
| 2008年 | 香港羽毛球超級賽         | 超級賽     | 女子雙打 | 陳儀慧     | 準決賽 |
| 2008年 | 世界羽聯超級系列賽總決賽 | 超級賽     | 女子雙打 | 陳儀慧     | 冠軍   |
| 2009年 | 蘇迪曼盃                 | 其他       | 混合團體 | －         | 準決賽 |
| 2009年 | 印尼羽毛球超級賽         | 超級賽     | 女子雙打 | 陳儀慧     | 冠軍   |
| 2009年 | 馬來西亞羽毛球黃金大獎賽 | 黃金大獎賽 | 女子雙打 | 陳儀慧     | 亞軍   |
| 2009年 | 香港羽毛球超級賽         | 超級賽     | 女子雙打 | 陳儀慧     | 準決賽 |
| 2009年 | 中國羽毛球超級賽         | 超級賽     | 女子雙打 | 陳儀慧     | 準決賽 |
| 2009年 | 世界羽聯超級系列賽總決賽 | 超級賽     | 女子雙打 | 陳儀慧     | 冠軍   |
| 2010年 | 馬來西亞羽毛球超級賽     | 超級賽     | 女子雙打 | 陳儀慧     | 準決賽 |
| 2011年 | 澳洲羽毛球黃金大獎賽     | 黃金大獎賽 | 女子雙打 | 陳儀慧     | 亞軍   |
| 2011年 | 印度羽毛球大獎賽         | 大獎賽     | 女子雙打 | 陳儀慧     | 準決賽 |
| 2012年 | 瑞士羽毛球黃金大獎賽     | 黃金大獎賽 | 女子雙打 | 陳儀慧     | 準決賽 |
| 2012年 | 馬來西亞羽毛球黃金大獎賽 | 黃金大獎賽 | 女子雙打 | 陳儀慧     | 冠軍   |

| 2007-2017年 | 首要超級賽 | 超級賽 | 黃金大獎賽 | 大獎賽 | 國際挑戰賽 | 國際系列賽 | 未來系列賽 | 其他 |

### 奧運會和世錦賽參賽紀錄
|          | 搭檔   | 2004 | 2005 | 2006 | 2007 | 2008 | 2009 | 2010 | 2011 |
| -------- | ------ | ---- | ---- | ---- | ---- | ---- | ---- | ---- | ---- |
| 女子雙打 | 陳儀慧 | 16強 | 8強  | 8強  | 8強  | 16強 | 16強 | －   | 32強 |
|          |        |      |      |      |      |      |      |      |      |
| 混合雙打 | 古健傑 | －   | 16強 | 季軍 | －   | －   | －   | －   | －   |